# John Frederick William Herschel
Sir John Frederick William Herschel, 1. baronet, FRS, angleški astronom, matematik in kemik, * 7. marec 1792, Slough pri  Windsorju, grofija Berkshire, Anglija, † 11. maj 1871, Collingwood pri Hawkhurstu, Kent, Anglija.

## Življenje in delo
John je bil edini sin Williama Herschla. Študiral je na Kolidžih Eton v Windsorju in St.John's v Cambridgeu. Diplomiral je leta 1813. Med študijem je postal Babbageov in Peacockov prijatelj. Leta 1816 se je začel ukvarjati z astronomijo. Izdelal je zrcalni daljnogled s premerom zrcala 457 mm (18 palcev) in goriščno razdaljo 5,4864 m (20 čevljev).
Nadaljeval je očetovo delo o dvojnih zvezdah in zvezdnih gručah. Med letoma 1821 in 1823 je s Southom pregledal očetov katalog dvozvezdij. Za to delo mu je leta 1826 Kraljeva astronomska družba (RAS) podelila zlato medaljo, Francoski inštitut pa leto poprej 1825 Lalandovo medaljo.
Za njegove matematične prispevke v znanstveni reviji Philosophical Transactions Kraljeve družbe mu je Družba leta 1821 podelila Copleyjevo medaljo .
V viteški red je bil povzdignjen leta 1831.
Leta 1833 je odpotoval v Južno Afriko, da bi razširil opazovanja še na južno nebo. Leta 1838 se je vrnil v Anglijo in leta 1847 izdal delo Rezultati astronomskih opazovanj z Rta dobre nade (Results of Astronomical Observations made at the Cape of Good Hope). Tega leta je prejel svojo drugo Copleyjevo medaljo.
V astronomijo je uvedel uporabo julijanskega dneva in prispeval več pomembnih prispevkov k izboljšavi fotografskih postopkov. Leta 1842 je odkril cianotipijo. V letu 1852 je poimenoval do tedaj znane štiri Uranove naravne satelite.
Skoval je izraze kot so »fotografija«, »negativ« in »pozitiv«. Odkril je, da spojina natrijevega tiosulfata fiksira srebrov natrijev klorid.
Herschel je leta 1864 izdal katalog (popis) 6245 meglic in zvezdnih kopic (Splošni katalog meglic in zvezdnih kopic, okrajšava GC (General Catalogue of Nebulae and Clusters of Stars)).
Druga njegova dela so: Izvlečki iz astronomije (Outlines of Astronomy) (1864); Meteorologija (Meteorology) (1870); Fizična geografija (Physical Geography) (1871); Splošni katalog 10.300 večkratnih in dvojnih zvezd (General Catalogue of 10,300 Multiple and Double Stars) (izdano po smrti).

## Priznanja

### Nagrade
Kraljeva družba mu je leta 1821 in 1847 podelila Copleyjevi medalji. Kraljeva astronomska družba mu je leta 1826 in 1836 podelila zlati medalji.

### Poimenovanja
Po njem se imenuje udarni krater J. Herschel na Luni.